# Mussa al-Kàdhim
Mussa al-Kàdhim ibn Jàfar (àrab: موسى الكاظم بن جعفر, Mūsà al-Kāẓim ibn Jaʿfar, significant al-Kàdhim ‘el Que es conté’ o ‘el Que calla’) (Medina, 8 de novembre de 745 - Bagdad, 30 d'agost de 799) fou el setè imam dels xiïtes duodecimans. És conegut també com a Abu l-Hàssan al-Àwwal o al-Mahdí i com a Abu-Ibrahim, Abu-Alí i al-Abd as-Sàlih. Va néixer a al-Abwa, entre la Meca i Medina, o en aquesta darrera en una data incerta (8 de novembre del 745, setembre del 745, o any 746/747); la seva mare, Hamida o Humayda bint Said al-Barbariyya (o al-Andalussiyya) era una umm wàlad comprada a un mercader d'esclaus amazics (és coneguda sovint com al-Mussaffat, ‘la Purificada’).
A la mort del seu pare Jàfar as-Sàdiq el 765, el seu hereu Ismaïl l'havia premort i el segon fill, Abd-Al·lah, també l'havia premort poc després sense deixar fills. Cadascun tenia un fort grup de seguidors: els (proto) ismaïlites i els fat·hiyya. Un altre fill, Muhàmmad, tenia també un grup d'adeptes, els sumatiyya; un grup, els nawissiyya, proclamava que Jàfar no havia mort i tornaria com a mahdí. La doctrina oficial diu que Mussa ja havia estat designat pel seu pare com a successor i va tenir el suport dels xiïtes més eminents, si bé alguns van tardar una mica. El califa abbàssida volia eliminar l'hereu, que no s'havia fet públic per seguretat, i va enviar espies a Medina. Al-Kàdhim va adoptar una posició quietista, consagrat a la pregària i a l'oració. El successor del califa al-Mansur, el seu fill al-Mahdí (775-785), el va cridar a la cort i el va fer empresonar, però el seu guardià, al-Mussàyyab ibn Zuhayr ad-Dabbí es va convertir aviat en partidari de l'imam. De fet, no va estar gaire temps presoner i a canvi de la promesa de no revoltar-se fou alliberat i va rebre tres mil dinars.
El 786 es va revoltar al-Hussayn ibn Alí Sàhib Fakkh però va fracassar. Mussa no va donar suport a la revolta, però el califa al-Hadi el va acusar d'haver-la fomentat i potser l'haguera executat de no haver mort. Al-Kàdhim va estar a la Meca fins a la pujada al tron d'Harun ar-Raixid. Al novè any de regnat aquest el va fer arrestar (795) i finalment el va fer executar (799), potser enverinat (si bé les versions de la seva mort són nombroses). Es diu que va deixar nombrosos fills (entre 33 i 60 fills, segons les fonts). Va prohibir a les seves filles (unes 23) de casar-se, però una ho va fer, Umm-Salama.
De Mussa descendeixen els sàyyids mussawis que representen el 70% dels sàyyids (o descendents de Mahoma) que viuen avui dia a l'Iran.
El va succeir el seu fill Alí ar-Ridà.